# Perla (Arkansas)
Perla est un village situé dans l’État américain de l'Arkansas, dans le comté de Hot Spring.